# Escúzar
Escúzar település Spanyolországban, Granada tartományban. Escúzar Alhendín, Agrón, La Malahá és Ventas de Huelma községekkel határos. Lakosainak száma 845 fő (2024).

## Népesség
A település népessége az elmúlt években az alábbi módon változott:
| Lakosok száma | 807  | 764  | 738  | 830  | 783  | 780  | 787  | 791  | 806  | 845  |
|               | 2001 | 2004 | 2006 | 2009 | 2011 | 2014 | 2016 | 2019 | 2021 | 2024 |